# Лещинский, Богуслав (подканцлер коронный)
Богуслав Лещинский (ок. 1612, Вислица — 23 сентября 1659, Варшава) — крупный государственный деятель Речи Посполитой, польский магнат, генеральный староста великопольский (с 1642 года), подскарбий великий коронный (1650—1658), подканцлер коронный (1658—1659), староста быдгощский, самборский, мендзыжецкий, острувский, члухувский и осецкий.

## Биография
Представитель знатного магнатского рода Лещинских герба Венява. Третий сын воеводы белзского Рафаила Лещинского (1579—1636) и Анны Радзиминской (1586—1635). Отец подскарбия великого коронного Рафаила Лещинского и дед короля Речи Посполитой Станислава Лещинского.
Богуслав и его братья Анджей, Рафаил и Владислав был воспитаны родителями в протестантском духе. Его учителями были чешский педагог-гуманист Ян Амос Коменский и шотландский доктор Ян Йонстон в городе Лешно. В 1632—1636 годах молодой Богуслав Лещинский путешествовал по Франции, Англии, Шотландии, Голландии и Италии.
Весной 1636 года после смерти своего отца, воеводы белзского, Богуслав был вынужден вернуться из-за границы на родину. Получил во владение города Лешно, Радзымин и часть Варшавской Праги. В 1637—1650 годах часто избирался послом на сеймы, был маршалком сеймов в 1641, 1648, 1649—1650 годах.
В конце 1641 — начале 1642 года Богуслав Лещинский отказался от кальвинизма и перешел в католичество. Несмотря на свой переход в католицизм, он по-прежнему продолжал поддерживать протестантов. В 1642 году был назначен генеральным старостой великопольским. Был политическим конкурентом воеводы познанского Криштофа Опалинского. Находился в оппозиции к польскому королю Владиславу IV Ваза.
В начале Шведского потопа (1655) Богуслав Лещинский был назначен сеймом руководить обороной Великой Польши от нападения шведской армии. Однако он отказался от командования и вступил сепаратные переговоры со шведским командованием и прусским курфюрстом.
12 января 1650 года был назначен подскарбием великим коронным, а в 1658 году стал подканцлером коронным.
Считался большим оратором, но многие считали его эгоистичным и бесчестным. Его подозревали в растрате денег и королевских драгоценностей.

## Семья
Был дважды женат. В 1638 году женился на Анне Денгоф (1620/1622-1651/1657), дочери воеводы дерптского и серадзского Каспера Денгофа и Анны Александры Конецпольской. Дети:
- Богуслав Лещинский (ок. 1645—1691), каноник краковский, секретарь королевский и аббат червиньский, пробст плоцкий и епископ луцкий
- Ян Преслав Лещинский (ум. 1668), староста варшавский
- Рафаил Лещинский (1650—1703), генеральный староста великопольский и подскарбий великий коронный
- Александра Сесилия Лещинская, жена воеводы познанского и польского дипломата Кшиштофа Гжимултовского (ок. 1620—1687)

В 1658 году вторично женился на Иоанне Катарине Радзивилл (1637—1665), дочери маршалка великого литовского Александра Людвика Радзивилла и Теклы Анны Волович, вдове воеводы мальборкского Якуба Вейхера. Второй брак был бездетным.